# عوض حاجي
عوض حاجي (بالفارسية: عوض‌حاجی) هي قرية تقع في غلستان في إيران. يقدر عدد سكانها بـ 744 نسمة بحسب إحصاء 2016.